# Phyllopodium caespitosum
Phyllopodium caespitosum är en flenörtsväxtart som beskrevs av O.M. Hilliard. Phyllopodium caespitosum ingår i släktet Phyllopodium och familjen flenörtsväxter. Inga underarter finns listade i Catalogue of Life.